# Quercus tonduzii
Quercus tonduzii là một loài thực vật có hoa trong họ Cử. Loài này được Seemen miêu tả khoa học đầu tiên năm 1904.